# Spiroplasma
Spiroplasma è un genere di batteri appartenente alla famiglia Spiroplasmataceae.

## Tassonomia
Il genere comprende le seguenti specie:
- S. alleghenense
- S. apis
- S. atrichopogonis
- S. cantharicola
- S. chinense
- S. chrysopicola
- S. citri
- S. clarkii
- S. corruscae
- S. culicicola
- S. diabroticae
- S. diminutum
- S. floricola
- S. gladiatoris
- S. helicoides
- S. insolitum
- S. ixodetis
- S. kunkelii
- S. lampyridicola
- S. leptinotarsae
- S. leucomae
- S. lineolae
- S. litorale
- S. melliferum
- S. mirum
- S. monobiae
- S. montanense
- S. penaei
- S. phoeniceum
- S. platyhelix
- S. poulsonii
- S. sabaudiense
- S. syrphidicola
- S. tabanidicola
- S. taiwanense
- S. turonicum
- S. velocicrescens